# Cornelis Peters
Cornelis Hendrik Peters (Groningen, 1 januari 1847 - Den Haag, 19 december 1932), in de literatuur doorgaans kortweg C.H. Peters genoemd, was een Nederlands architect en architectuurhistoricus. Hij is vooral bekend door zijn vele ontwerpen voor postkantoren en andere overheidsgebouwen en schreef een aantal belangrijke publicaties op het gebied van architectuurgeschiedenis.

## Biografie

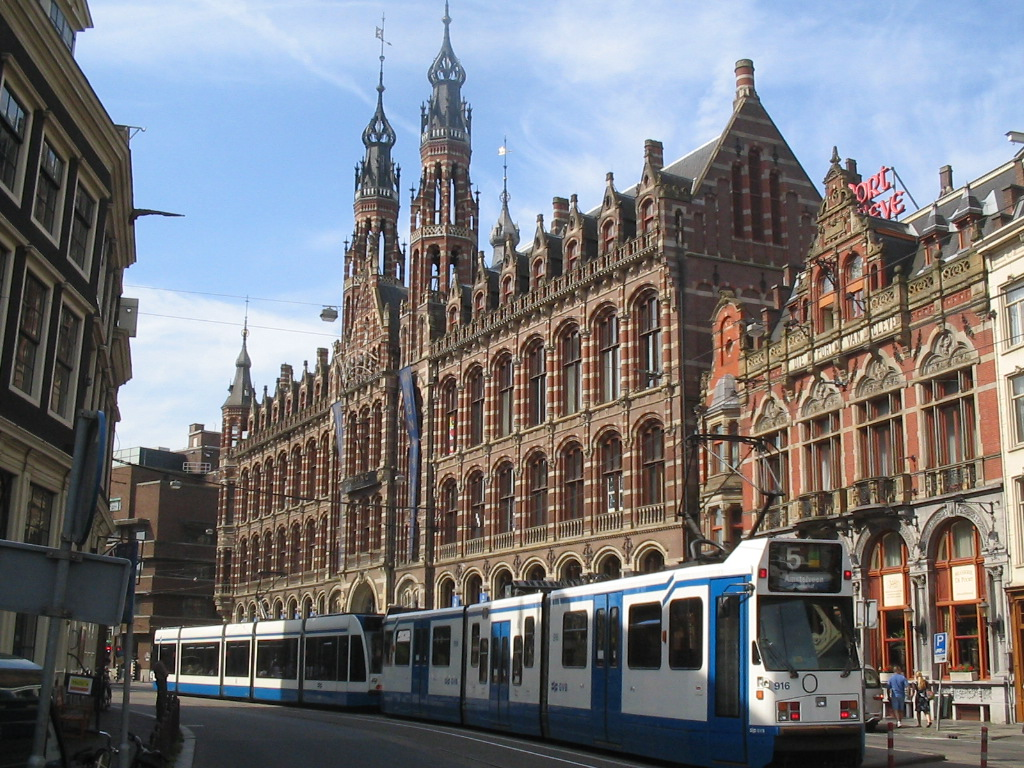
Amsterdam: Hoofdpostkantoor

Peters groeide op als enig kind in een Nederlands-hervormd gezin in de stad Groningen. Met het oog op een toekomstige positie als dominee bezocht hij het Stedelijk Gymnasium, dat hij echter voortijdig verliet. In 1863 ging hij in de leer bij architect A. Breunissen Troost te Sneek, die tevens directeur was van de gasfabriek aldaar. In zijn vrije tijd hield hij zich bezig met het inventariseren en beschrijven van middeleeuwse kerken en andere bouwwerken in de provincies Groningen en Friesland.
Dankzij de bemiddeling van zijn werkgever kon Peters in mei 1867 zijn opleiding vervolgen op het bureau van P.J.H. Cuypers in Amsterdam, waar hij op dat moment de enige protestant was. Bij Cuypers maakte Peters kennis met het werk van de Franse neogoticus E.E. Viollet-le-Duc. Nog in november van hetzelfde jaar stuurde Cuypers Peters terug naar Friesland als hoofdopzichter bij de bouw van de Sint-Vituskerk in Blauwhuis. In 1869 werd hij, mede dankzij zijn contacten met Breunissen Troost, directeur van de gasfabriek in Bolsward. Tegelijkertijd vestigde hij zich als particulier architect, overigens zonder grote opdrachten te krijgen.
In 1870 was hij wederom hoofdopzichter bij een project van Cuypers, ditmaal bij de bouw van de Sint-Martinuskerk in Sneek. Datzelfde jaar trouwde hij met Leentje Knoop, met wie hij tot 1882 drie kinderen zou krijgen.
In 1873 verhuisde Peters met zijn gezin naar Roermond om bureauchef te worden bij de firma Cuypers & Stoltzenberg, het mede door P.J.H. Cuypers opgerichte atelier voor kerkelijke kunst. Waarschijnlijk vanwege gezondheidsklachten verruilde hij deze functie in 1875 voor een nieuwe bij de Maastrichtse behangfabriek Zeller & Co., waar hij overigens al na enkele maanden weer vertrok. Terwijl hij van zijn spaargeld leefde, publiceerde hij dat jaar zijn eerste boek Overzicht der boerenplaatsenbouw in Nederland. In 1876 werd Peters, dankzij Cuypers en diens medestander Victor de Stuers, benoemd tot Rijksbouwkundige voor de Gebouwen van Financiën.
Met deze benoeming hoopten Cuypers en De Stuers hun positie bij het streven naar een nationale bouwstijl te versterken. Deze bouwstijl moest een combinatie zijn van neogotiek en elementen uit de renaissance. Door een protestant tot overheidsarchitect te benoemen hadden Cuypers en De Stuers een argument tegen beschuldigingen uit protestantse kringen dat de overheidsbouw overheerst werd door katholieken.
Peters’ officiële taak werd het ontwerpen van post- en telegraafkantoren, waaraan sinds de invoering van de Postwet in 1870 een grote behoefte bestond. De eerste jaren in zijn nieuwe functie stonden echter vooral in het teken van de bouw van een nieuw ministerie van Justitie aan de noordzijde van het Plein in Den Haag, een opdracht die officieel niet tot zijn werkterrein behoorde maar die hij op initiatief van De Stuers kreeg toegewezen. In 1878 werd Peters benoemd in de nieuwe functie van Rijksbouwkundige voor de Landsgebouwen bij het ministerie van Waterstaat, Handel en Nijverheid. Hij kreeg nu de beschikking over een bouwkundig bureau met assistenten. Zijn werkterrein werd uitgebreid; hij werd nu ook betrokken bij restauraties, onder andere van de Ridderzaal en het Stadhouderlijk Kwartier, aan het Binnenhof in Den Haag.
In 1884 werd de Dienst Landsgebouwen gesplitst in twee afdelingen, respectievelijk gericht op een noordelijk en zuidelijk district. Peters, die zich inmiddels Rijksbouwmeester mocht noemen, kreeg het noorden van Nederland als werkgebied. Zijn bureau was in het laatste kwart van de 19e eeuw verantwoordelijk voor het ontwerp van ongeveer veertig postkantoren, in eerste instantie steeds uitgevoerd in de door Cuypers bedoelde neogotische stijl met renaissance-invloeden. Geleidelijk liet hij zich steeds meer inspireren door de Groningse romanogotiek uit de 13e eeuw, wat vooral tot uiting kwam in met nissen versierde topgevels. De invloed van de renaissance nam af, al verdween deze nooit helemaal uit zijn werk. Het hoofdpostkantoor in Amsterdam uit 1895-1899 geldt als Peters' belangrijkste en meest extravagante bouwwerk.
In enkele gevallen nam Peters ook opdrachten aan die buiten zijn werkgebied vielen. Een belangrijk werk was bijvoorbeeld het station in Nijmegen. Als particulier architect ontwierp hij het raadhuis van Winschoten.
In 1915 ging Peters met pensioen. Het jaar daarop overleed zijn vrouw. Tot op hoge leeftijd bleef hij actief als schrijver en als restauratie-architect. Als lid van de Haagse kunstenaarsvereniging Pulchri Studio hield hij geregeld voordrachten over de meest uiteenlopende onderwerpen. Hij overleed in 1932 in Den Haag.
Peters' archief wordt bewaard in het Nederlands Architectuurinstituut te Rotterdam.

## Familie
Cornelis Peters was de oom van Adriaan Peters, stadsrestaurateur van Middelburg

## Selectie van bouwwerken

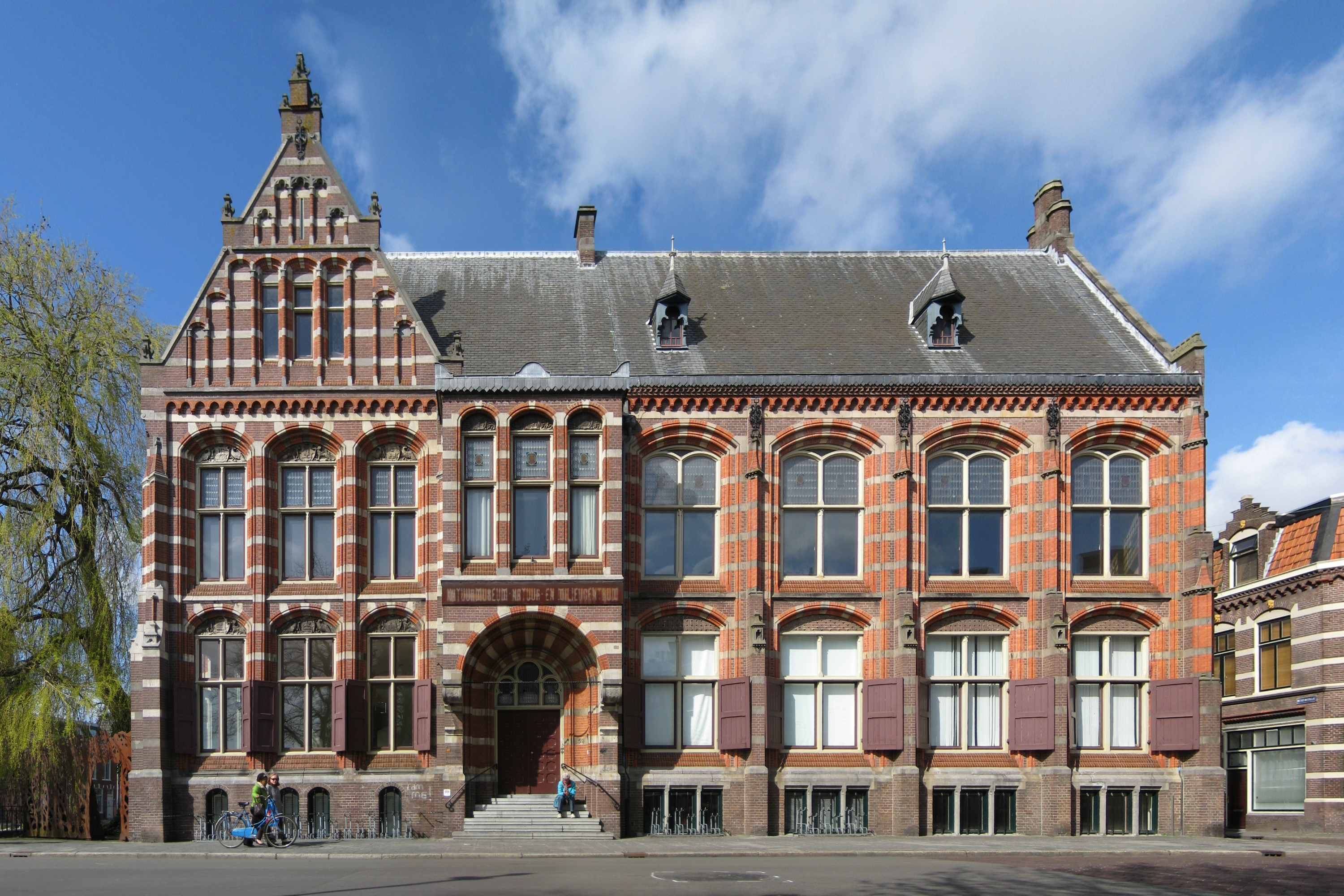
Groninger Museum (1894-1907) (later: Natuurmuseum) in Groningen (2010)

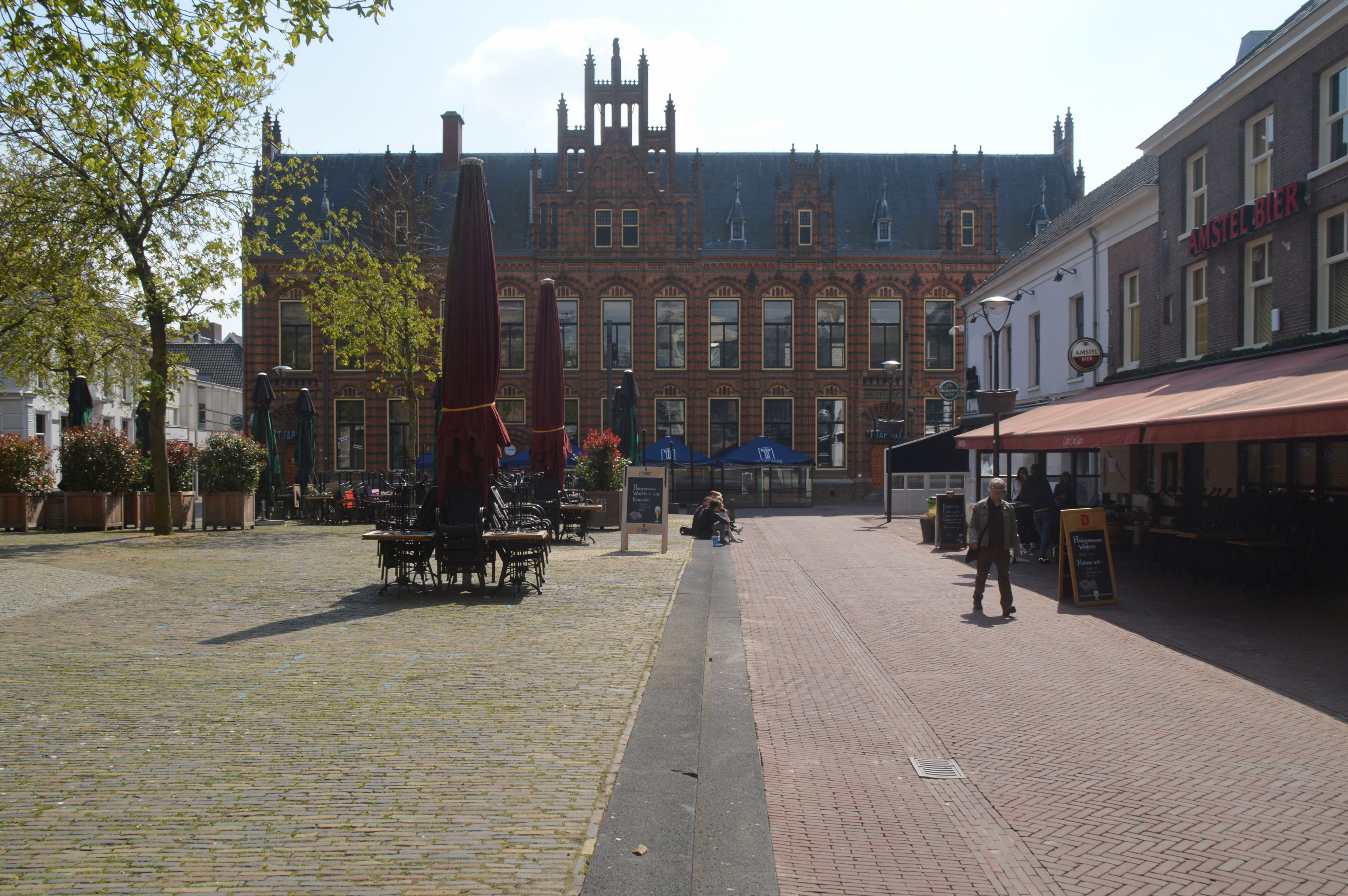
Arnhem hoofdpostkantoor (1888)

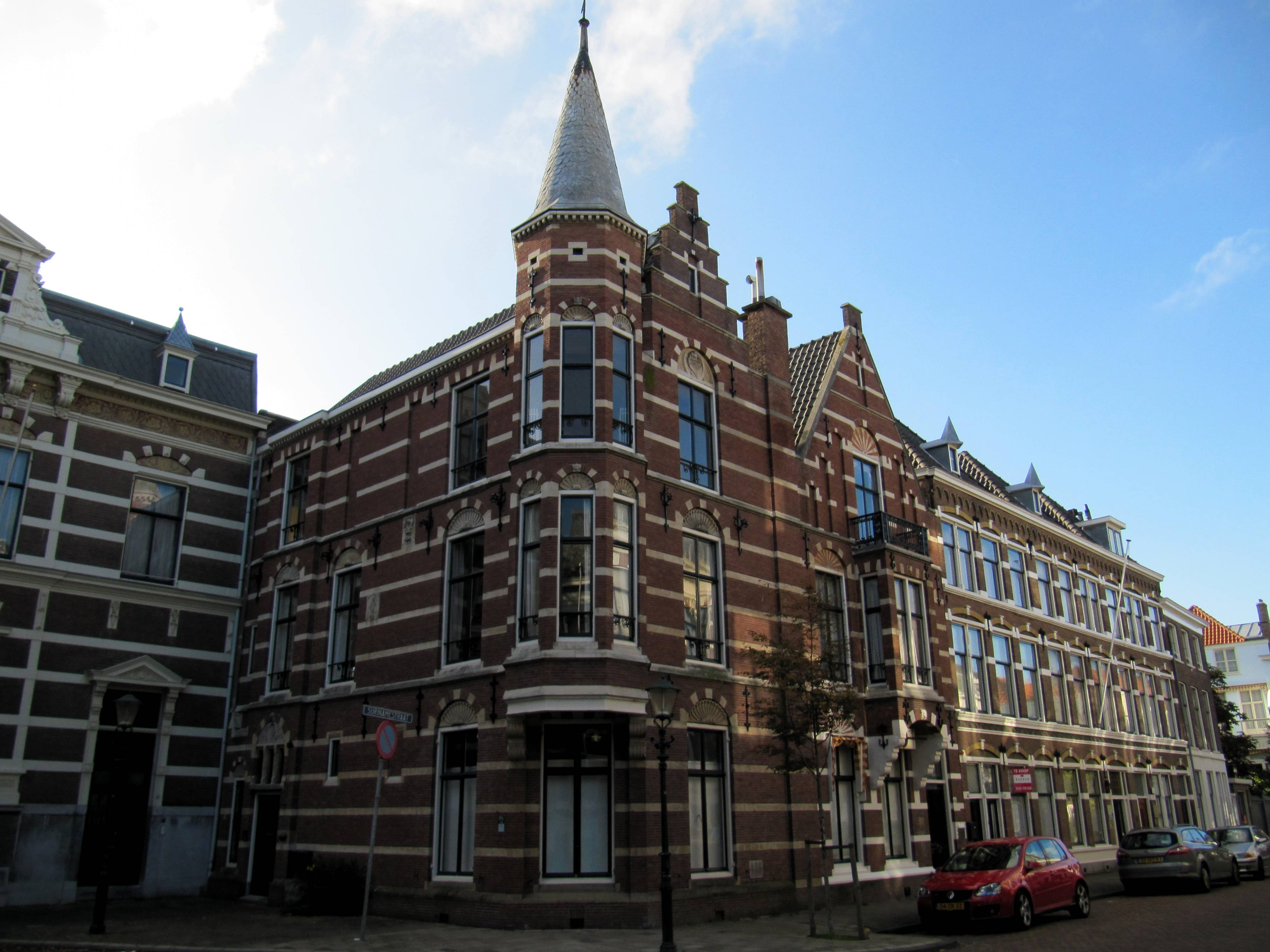
Door hemzelf ontworpen woonhuis CH Peters, Surinamestraat 42, Den Haag

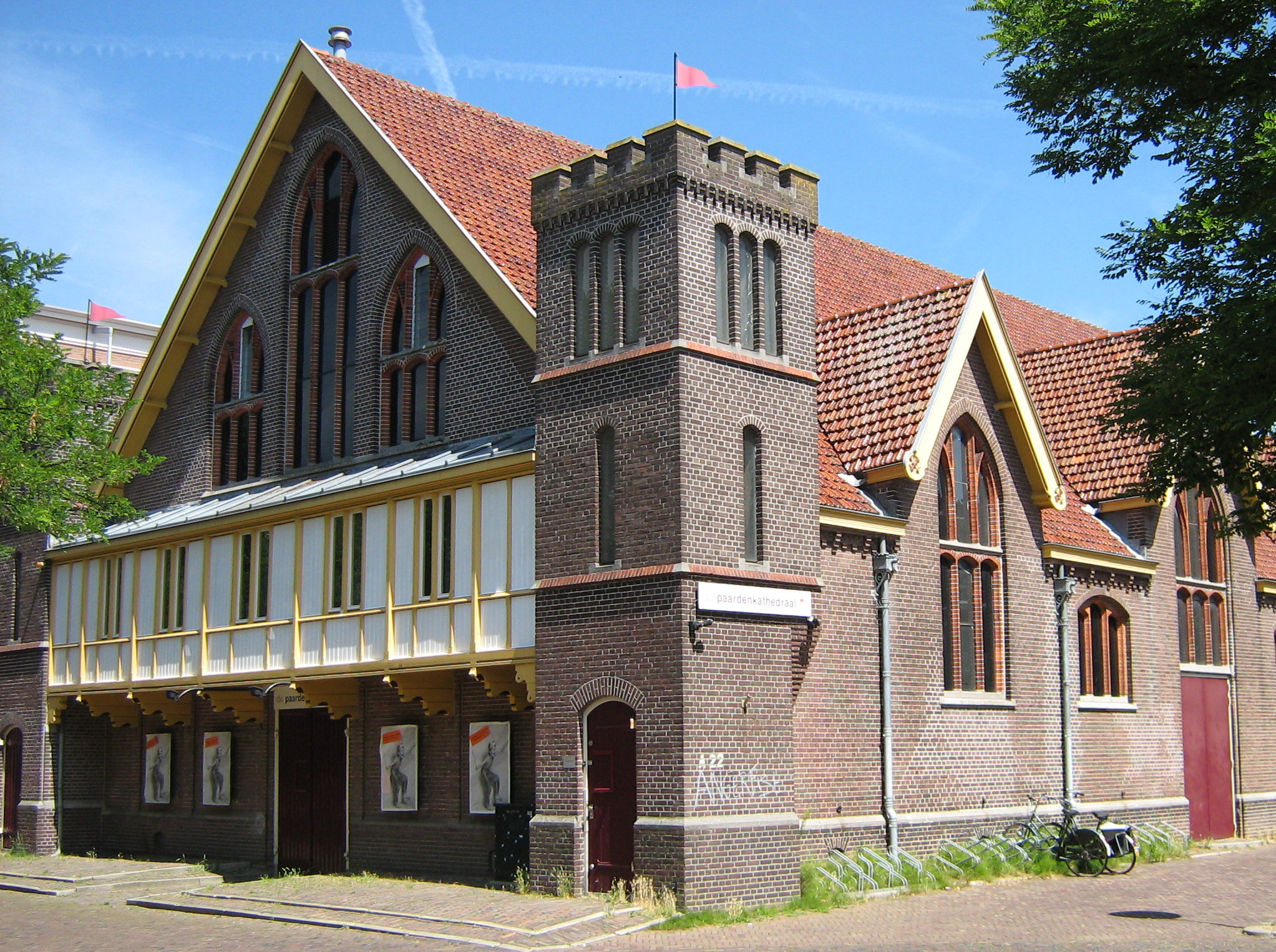
Paardenkathedraal, Utrecht (1905)

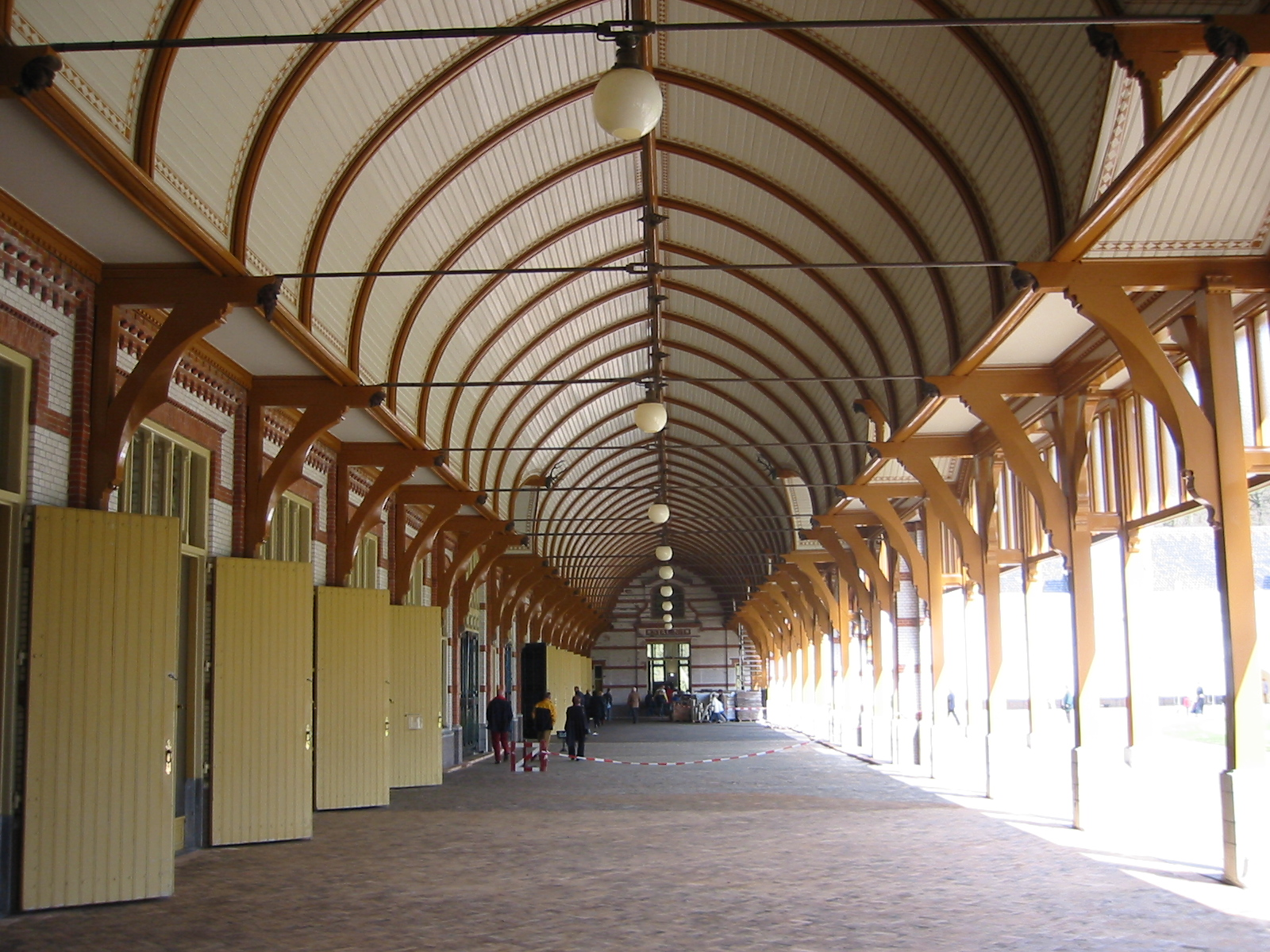
Koninklijke Stallen bij paleis Het Loo, Apeldoorn, (1907-1909 en 1914)

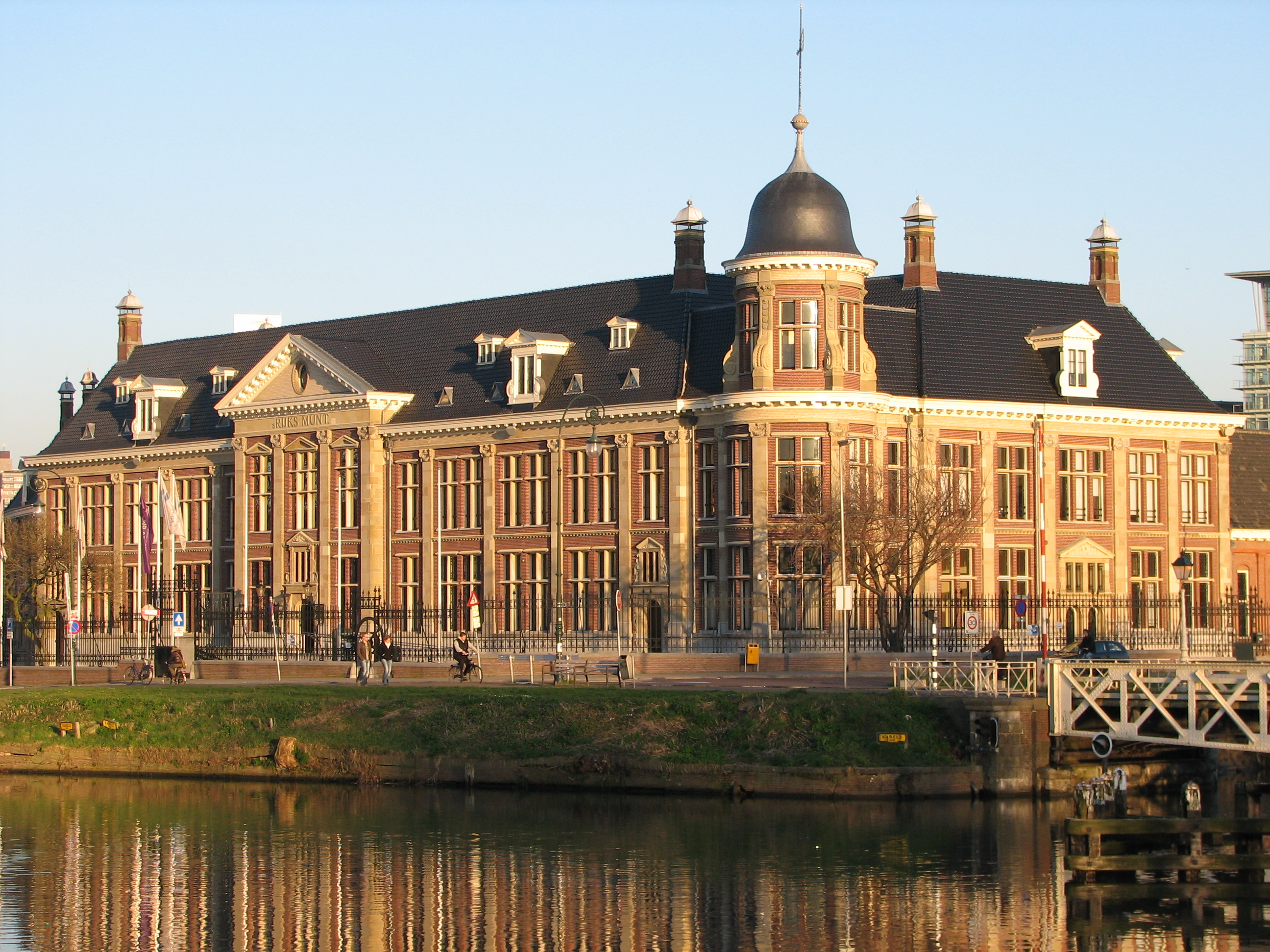
Koninklijke Nederlandse Munt, Utrecht (1910)

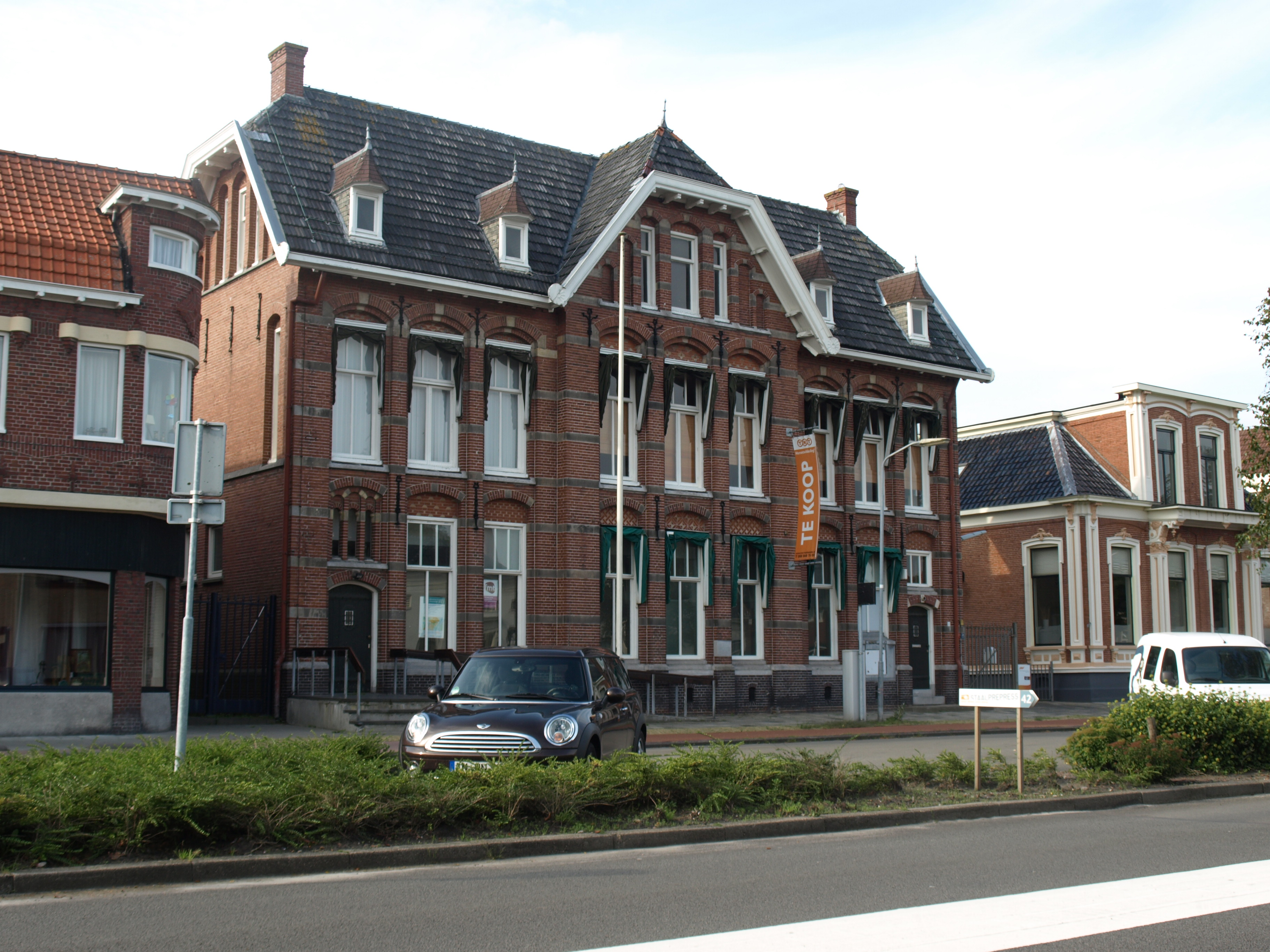
Postkantoor Veendam

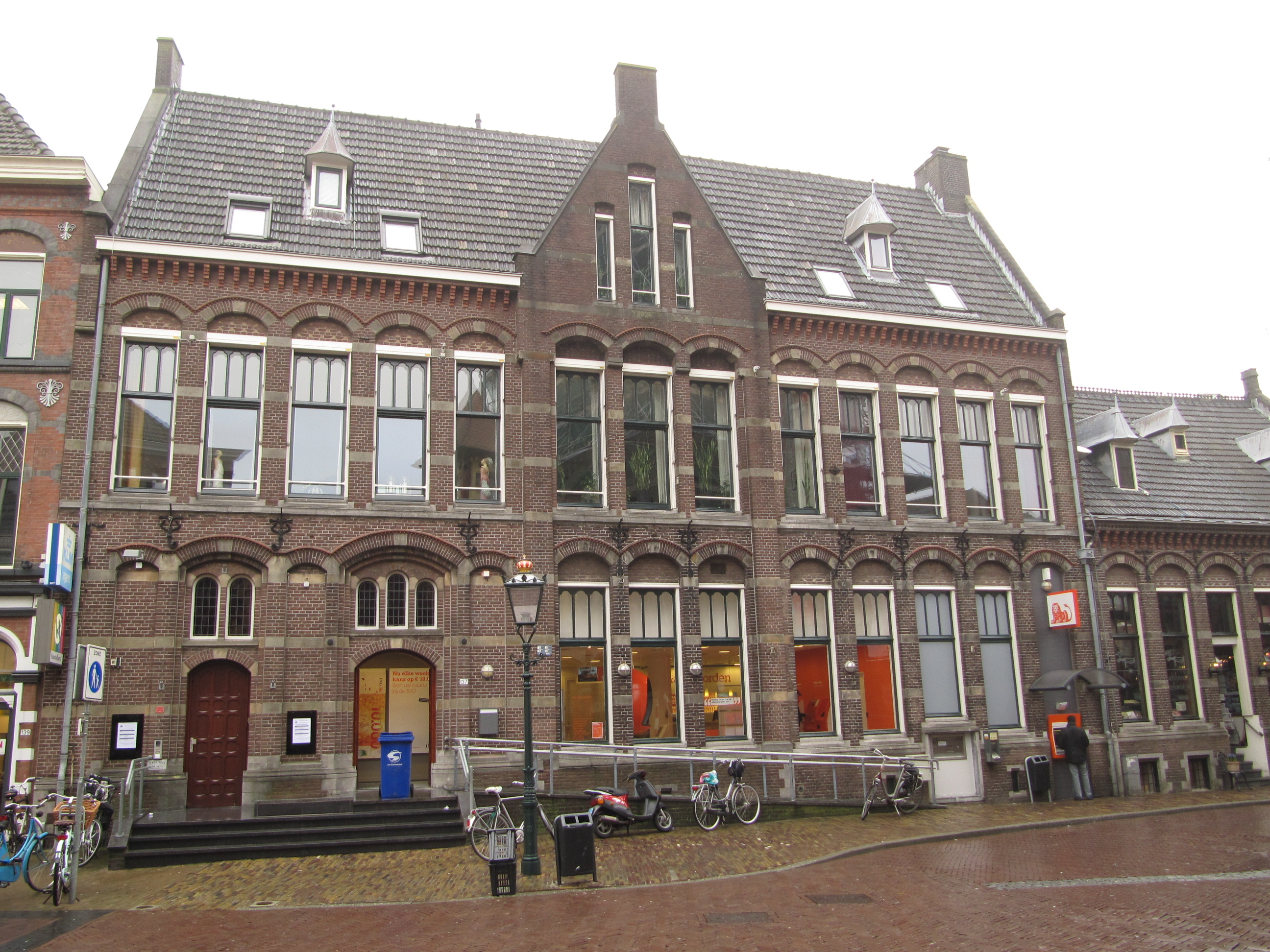
Postkantoor Kampen

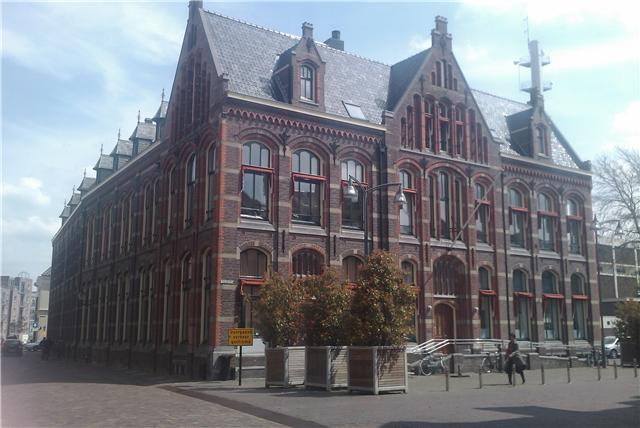
Postkantoor Deventer

- 1876-1883 Den Haag: ministerie van Justitie
- 1878-1883 Den Haag: restauratie Ridderzaal
- 1880 Den Haag: restauratie Stadhouderlijk Kwartier
- 1880-1881 Breda: postkantoor
- 1880-1883 Den Haag: eigen woonhuis Surinamestraat 42
- 1883 Sleen: restauratie Nederlands-hervormde kerk
- 1883 Groningen: belastingkantoor
- 1884 Synagoge van Oude Pekela
- 1887 Arnhem: stationspostkantoor
- 1888 Arnhem: hoofdpostkantoor
- 1888 Edam: postkantoor
- 1890-1893 Nijmegen: station
- 1891 Amsterdam: nieuwbouw van het Bushuis, zijvleugel van het voormalig hoofdkwartier van de VOC aan de Kloveniersburgwal
- 1894 Groningen: Groningsch Museum van Oudheden
- 1895 Harlingen: postkantoor
- 1895-1896 Winschoten: raadhuis
- 1895-1898 Amsterdam: hoofdpostkantoor
- 1898 Oude Pekela: postkantoor
- 1901 Veendam: postkantoor
- 1901 Kampen: postkantoor
- 1902-1903 IJsselstein: postkantoor
- 1903-1916 Utrecht: uitbreiding Rijks Veeartsenijschool, inclusief manege
- 1904 Leeuwarden: Hoofdpostkantoor
- 1904-1909 Apeldoorn: Koninklijke Stallen paleis Het Loo
- 1905-1907 Winschoten: restauratie Marktpleinkerk
- 1905 Rhenen: postkantoor
- 1906 Winschoten: postkantoor
- 1907 Deventer: postkantoor
- 1907-1911 Utrecht: 's Rijks Munt
- 1907 Apeldoorn: postkantoor
- 1908 Groningen: Hoofdpostkantoor (Groningen)
- 1908 Nijmegen: postkantoor
- 1908 Zuidhorn: postkantoor
- 1908 Zwolle: postkantoor
- 1909 Groenlo: postkantoor (ontwerp 1904)
- 1909 Schellingwoude: hulppostkantoor
- 1910 Velp: Postkantoor + directeurswoning
- 1910 Emmen: postkantoor
- 1910-1914 Apeldoorn: restauratie Paleis Het Loo
- 1912 Baarn: postkantoor
- 1915 Zevenaar: postkantoor

## Selectie van publicaties
- 1875 Overzicht der boerenplaatsenbouw in Nederland
- 1892 Oud-Drentsche kunst
- 1894 Oud-Nederlandsche baksteen-bouw
- 1896 Vitruvius
- 1897 Het klooster te Ter Apel
- 1900 Opmerkingen over den bouw en ontwikkeling der Nederlandsche steden : eene historisch-bouwkundige studie
- 1901 Protestantsche kerkgebouwen : de Zuider-, Wester- en inzonderheid de Noorder-kerk te Amsterdam, tevens eene bijdrage tot de geschiedenis van het fabriek-ambt aldaar
- 1905 De Groote Zaal op het Binnenhof te 's-Gravenhage
- 1907 Oud-Groningen
- 1909-1911 Oud-Nederlandsche steden in haar ontstaan, groei en ontwikkeling
- 1921 Oud Groningen : stad en lande